# Hahn Film
Die Hahn Film AG ist ein Zeichentrickstudio, das seine Produkte sowohl in 2D-Animation mit Bleistift und Papier als auch in Computer Generated Imagery (CGI, eine 3D-Computeranimationatechnik für Filme) herstellt. Das Unternehmen wurde 1980 von Gerhard Hahn gegründet und hat seit 1986 seinen Sitz in Berlin. Außerdem existieren mindestens zwei Tochterunternehmen, die Hahn Film Co. Ltd. in Ho-Chi-Minh-Stadt, Vietnam, und die Hahn Shin Corporation in Seoul, Südkorea. Darüber hinaus ist der Firmenverbund durch seinen jahrelange Arbeit im Bereich Trickfilm gut mit anderen Unternehmen und freischaffenden Animateuren vernetzt. Im Allgemeinen tritt die Hahn Film AG als Koproduzent oder Auftragsproduzent auf, kann aber auch aus dem Firmenverbund heraus einzelne Teilarbeiten der Animationsfilmproduktion als Dienstleistung anbieten.
Zu den Produktionen des Unternehmens gehören Kinofilme wie Werner – Beinhart!, Asterix in Amerika, Werner – Das muß kesseln!!!, Benjamin Blümchen – seine schönsten Abenteuer und Werner – Volles Rooäää!!!, TV-Serien wie Bibi Blocksberg, Benjamin Blümchen, Urmel, Renaade, Simsala Grimm und Die Schule der kleinen Vampire, Musikvideos für die Guano Apes, Die Prinzen und DJ Bobo, diverse Werbespots sowie einige Computerspiele.
1999 wurde die Hahn Film AG neben der Universal Pictures vertraglicher Geschäftspartner der Abrafaxe-Trickfilm AG bei der gemeinsamen Herstellung des Spielfilms Die Abrafaxe – Unter schwarzer Flagge. Hier fungierte das Unternehmen als Koproduzent. Gerhard Hahn hatte dabei die Position des verantwortlichen Regisseurs sowie die des ausführenden Produzenten inne und koordinierte die Zusammenarbeit im Firmenverbund und mit Unterauftragnehmern. Sein Mitarbeiter Anthony Power war der ausführende Regisseur und betreute die international ausgegliederten Arbeiten vor Ort.

## Filmografie

### Spielfilme
- 1990: Werner – Beinhart!
- 1994: Asterix in Amerika
- 1996: Werner – Das muß kesseln!!!
- 1997: Benjamin Blümchen – seine schönsten Abenteuer
- 1999: Werner – Volles Rooäää!!!
- 2001: Die Abrafaxe – Unter schwarzer Flagge

### Serien
- 1989–1991: Benjamin Blümchen
- 1989, 1999: Renaade
- 1994–1998: Bibi Blocksberg
- 1995–1997: Urmel
- 1999: Wildlife
- 1999, 2010: Simsala Grimm
- 2001–2003: Die Gnarfs
- 2001–2003: Altair im Sternenland
- 2003–2010: Lola Langohr
- 2005: Ebb & Flo
- 2006–2010: Die Schule der kleinen Vampire
- 2008: Tikis Band
- 2011–2017: Mia and me – Abenteuer in Centopia
- 2014: Sherazade – Geschichten aus 1001 Nacht
- seit 2017: Die Sorgenfresser

### Live-Action
- 2007: Video Kings
- 2009: Die Ex bin Ich
- 2012: Wir wollten aufs Meer
- 2013: Der Samurai

## Sonstiges

### Computerspiele
- 2007: Die Schule der kleinen Vampire – Knoblauchalarm
- 2014: Clarc (Deutscher Computerspielpreis 2014 – Best Mobile Game)